# Bas du Bourg

Bas-du-Bourg est un quartier de Basse-Terre, à la Guadeloupe. C'est le lieu de naissance du leader Élie Domota.